# Lessona (Piemont)
Lessona ist eine italienische Gemeinde mit 2600 Einwohnern (Stand 31. Dezember 2023) in der Provinz Biella, Piemont. Die Gemeinde gibt dem gleichlautenden Rotwein ihren Namen.
Die Nachbargemeinden sind Casapinta, Castelletto Cervo, Cossato, Masserano, Mottalciata und Strona.
Am 1. Januar 2016 wurde die Gemeinde Crosa nach Lessona eingegliedert.

## Einzelnachweise

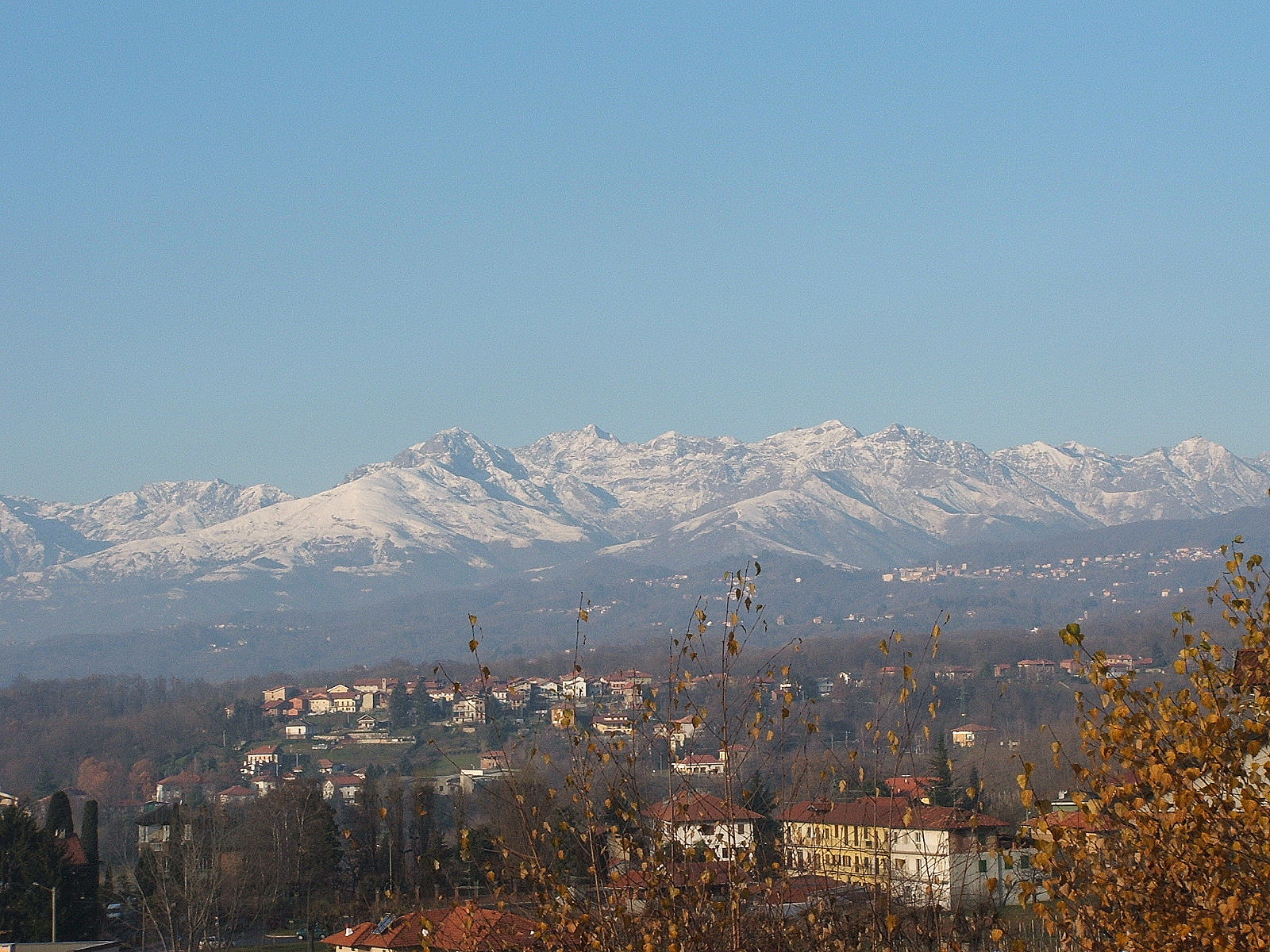
Panorama von Lessona

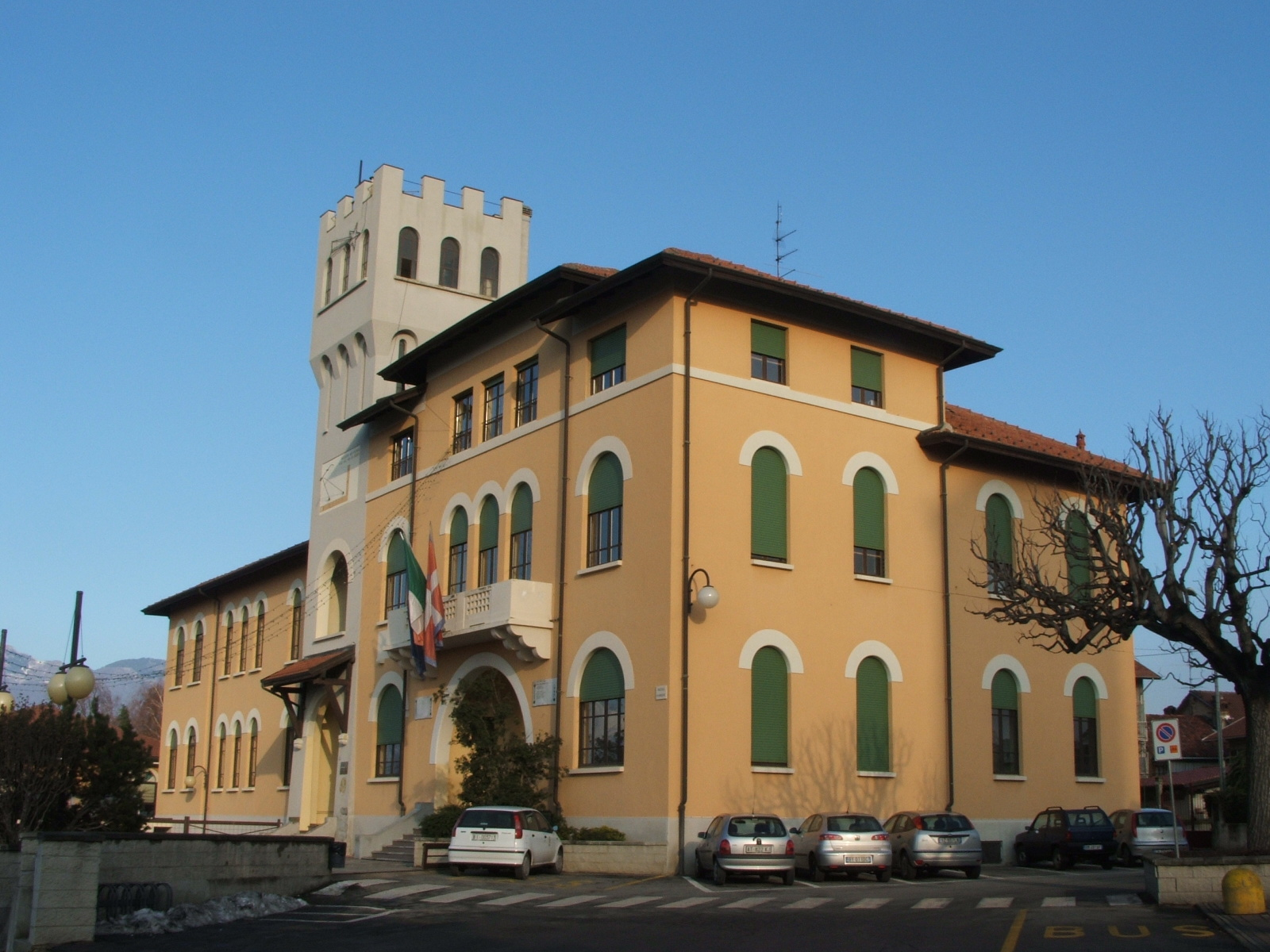
Il Palazzo comunale